# Statul Warab
Statul Warab (Warrap) este una dintre cele 10 unități administrativ-teritoriale de gradul I ale Sudanului de Sud. Reședința sa este orașul Kuacjok. Warab s-a desprins din vechiul Sudan pentru a putea fi integrat statului nou format Sudanul de Sud.